# Šljedovići
Šljedovići (cyr. Шљедовићи) – wieś w Bośni i Hercegowinie, w Republice Serbskiej, w gminie Rogatica. W 2013 roku liczyła 1 mieszkańca.